# ISO 3166-2:SA
ISO 3166-2:SA is een ISO-standaard met betrekking tot de zogenaamde geocodes. Het is een subset van de ISO 3166-2 tabel, die specifiek betrekking heeft op Saoedi-Arabië.
De gegevens werden tot op 26 november 2018 geüpdatet op het ISO Online Browsing Platform (OBP). Hier worden 13 regio’s - region (en) / région (fr) / minţaqah (ar) – gedefinieerd.
Volgens de eerste set, ISO 3166-1, staat SA voor Saoedi-Arabië, het tweede gedeelte is een tweecijferig nummer.

## Codes
| Code  | Naam                     |
| ----- | ------------------------ |
| SA-11 | Al Bāḩah                 |
| SA-08 | Al Ḩudūd ash Shamālīyah  |
| SA-12 | Al Jawf                  |
| SA-03 | Al Madīnah al Munawwarah |
| SA-05 | Al Qaşīm                 |
| SA-01 | Ar Riyāḑ                 |
| SA-04 | Ash Sharqīyah            |
| SA-14 | ‘Asīr                    |
| SA-06 | Ḩā'il                    |
| SA-09 | Jāzān                    |
| SA-02 | Makkah al Mukarramah     |
| SA-10 | Najrān                   |
| SA-07 | Tabūk                    |